# Vagabundo y millonario
Vagabundo y millonario es una película de comedia mexicana de 1959, escrita por Roberto Gómez Bolaños «Chespirito», producida por Miguel Zacarías, dirigida por Miguel Morayta y protagonizada por Germán Valdés «Tin-Tan», Blanca de Castejón, Aída Araceli, Martha Valdés y Sonia Furió. Ésta fue la última aparición de Martha Valdés en el cine.

## Argumento
Antonio «Tony» García es pobre y su novia lo abandona por un hombre rico. Un día la policía lo obliga a hacerse pasar por el filántropo millonario, Andrés Aguilar, quien fue raptado, pero sus modales lo delatan y también es raptado. Los hampones están confundidos, ya que la semejanza física es demasiada y ninguna de las mujeres sabe de la identidad de ellos dos, pero al final Toña, tras llegar al manicomio, logra reconocer quien es el verdadero hombre de sus sueños.

## Reparto
- Germán Valdés «Tin-Tan» como Antonio «Tony» García / Andrés Aguilar.
- Sonia Furió como Antonia «Toña»
- Martha Valdés como Carterista rubia.
- Blanca de Castejón como María de Aguilar.
- Aída Araceli como Señorita Consuelo Aguilar.
- Marcelo Chávez como Dueño de restaurante.
- Claudio Brook como Procurador.
- Antonio Raxel como Secuestrador.
- Tito Novaro como Dueño de hotel.
- Miguel Suárez como Dr. Morán.
- Roy Fletcher
- Francisco Meneses
- Marco de Carlo
- Violet Gabriel
- Elvira Lodi
- Florisa de Villafán
- Nemorio Mejía

- Datos: Q6158611